# Regione di Kédougou
La regione di Kédougou è una regione amministrativa del Senegal, con capoluogo Kédougou.

## Economia
Nella zona di Bantako, a circa 30 km dal capoluogo regionale, sono presenti miniere d'oro sfruttate con metodi tradizionali.

## Suddivisioni
La regione è divisa in: 3 dipartimenti (elencati), 6 arrondissement e 3 comuni.
|  | - Kédougou - Salemata - Saraya |